# انقلاب گل رز
الگو:طرف‌داری

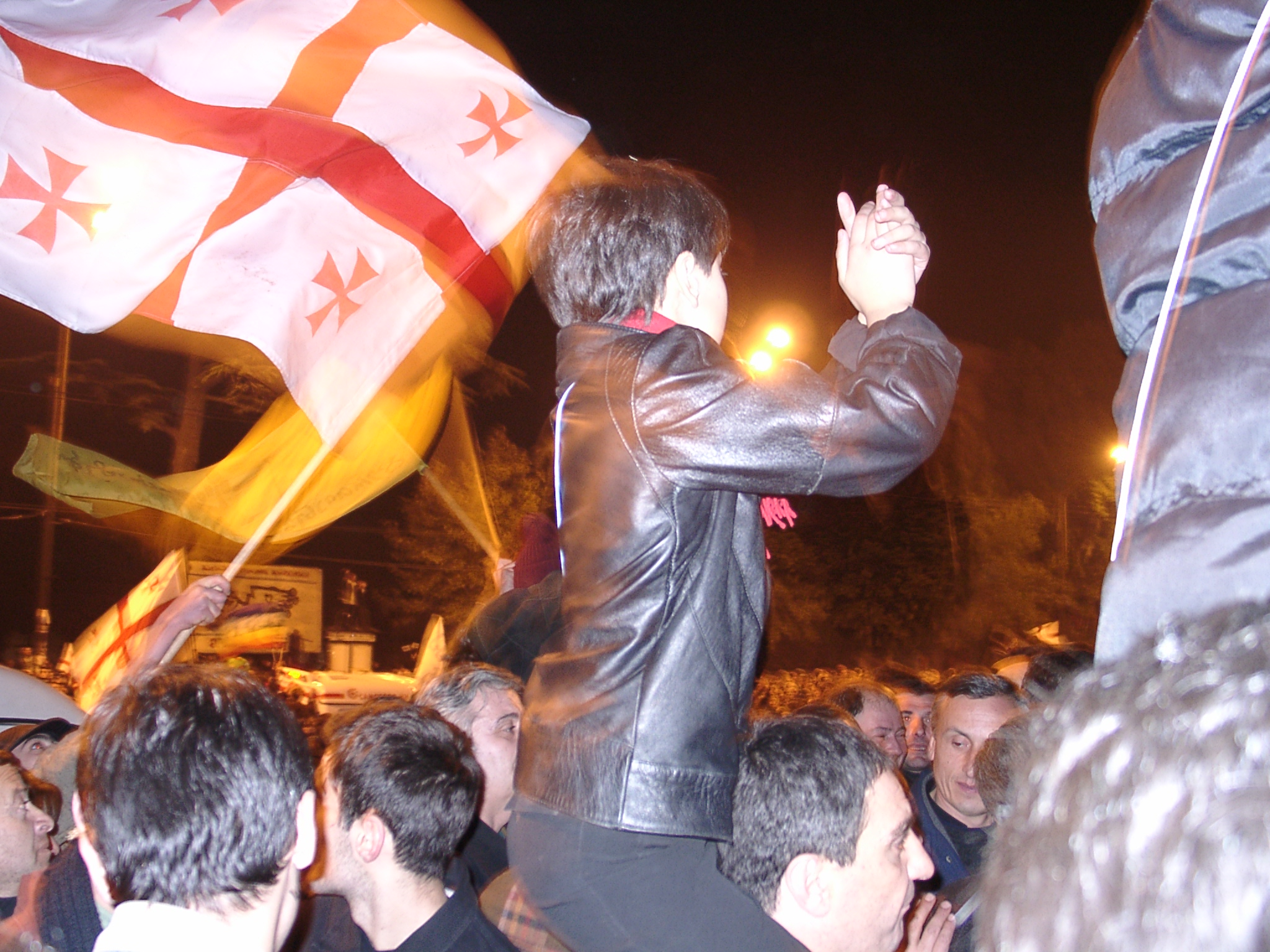
تصویری از تجمعات انقلاب گل رز

انقلاب گل سرخ (به گرجی: ვარდების რევოლუცია)، انقلابی بدون خون‌ریزی بود که به دنبال اعتراضات گسترده به نتایج انتخابات پارلمانی در سال ۲۰۰۳ در کشور گرجستان اتفاق افتاد و منجر به برکناری رئیس‌جمهور وقت، ادوارد شوارد نادزه، شد. این برکناری به معنی پایان زمامداری سیاست‌مداران بازمانده از دوره شورویِ کمونیستی در گرجستان بود. نام این جنبش برگرفته از اتفاقی سرنوشت‌ساز بود که طی آن تظاهرکنندگان به رهبری میخیل ساآکاشویلی درحالی‌که شاخه‌های گل سرخ در دست داشتند پارلمان را به اشغال خود درآوردند.
این انقلاب مدت ۲۰ روز از ۳ تا ۲۳ نوامبر ۲۰۰۳ به طول انجامید و موجب شد تا انتخابات زودهنگام ریاست‌جمهوری و پارلمانی در گرجستان در دستور کار قرار بگیرد که در نتیجهٔ آن قدرت سیاسی در اختیار حزب جنبش اتحاد ملی گرجستان قرار گرفت. از نتایج این انقلاب، چرخش سیاست خارجی گرجستان به‌سوی غرب و در اولویت قرارگرفتن پیوستن به اتحادیهٔ اروپا و پیمان ناتو بود. این تغییر سیاست به ایجاد تنش میان گرجستان و روسیه منجر شد که تا امروز ادامه دارد.

## انتخابات و اعتراضات
گرجستان، انتخابات مجلس را در ۱۲ آبان ۱۳۸۲ برگزار کرد. در این انتخابات، صاحبان ۲۳۵ کرسی مجلس مشخص می‌شدند که دراین‌بین ۱۳۵ تن از این نمایندگان به‌وسیلهٔ نسبت لیست حزبی در سطح ملی انتخاب می‌شدند و ۸۵ تن دیگر با اخذ اکثریت آرا در ۸۵ حوزهٔ انتخاباتی مشخص می‌شدند. همچنین یک همه‌پرسی دررابطه‌با کاهش تعداد کرسی‌های مجلس به ۱۵۰ کرسی اجرا شد. رأی‌دهندگان از سه برگ رأی برای این سه پرسش مطرح شده استفاده می‌کردند و این سه برگ رأی را باهم تاکرده در یک پاکت قرار می‌دادند و در صندوق اخذ رأی می‌انداختند. این یک انتخابات ریاست‌جمهوری نبود. انتخابات ریاست‌جمهوری بنا بود در بهار ۲۰۰۵ و در پایان دورهٔ دوم و نهایی ریاست‌جمهوری رئیس‌جمهور وقت شواردنادزه، برگزار شود.
متعاقب انتخابات، نتایج توسط ناظران محلی و بین‌المللی مردود اعلام شد و گفته شد که نتایج در سطح وسیعی به نفع شواردنادزه دست‌کاری شده است. میخیل ساآکاشویلی، ادعا کرد که در این انتخابات پیروز شده است (ادعایی که با نظرسنجی‌های مستقل تقویت می‌شد). این ادعا با یک سیستم رأی‌گیری موازی مستقل که توسط شاخهٔ محلی نظارت بر انتخابات جامعهٔ بین‌المللی انتخابات بی‌طرفانه و مردم‌سالاری برگزار می‌شد، تأیید شد. ساآکاشویلی و اپوزیسیون متحد نتایج این رأی‌گیری موازی را به‌عنوان نتایج رسمی پذیرفتند و از مردم گرجستان دعوت کردند تا در تظاهراتی علیه دولت شواردنادزه شرکت کنند و به نافرمانی مدنی علیه مقامات بپردازند. احزاب اصلی دموکراتیک اپوزیسیون، متحد شدند تا شواردنادزه را برکنار کرده و انتخابات را بار دیگر برگزار کنند.
در اواخر آبان‌ماه تظاهرات گسترده‌ای در خیابان‌های مرکزی شهر تفلیس پایتخت گرجستان انجام شد که خیلی زود به اکثر شهرهای بزرگ کشیده شد. جمعیت جوانان "کمارا" (به گرجی: კმარა) (به معنی "بس است") و چندین نهاد غیردولتی مانند مؤسسهٔ آزادی در تمام حرکت‌های اعتراضی فعالیت داشتند.
شواردنادزه توسط اصلان آباشیدزه، رهبر نیمه جدایی‌خواه منطقهٔ خودمختار آجاریا حمایت می‌شد. وی هزاران نفر از طرف‌داران خود را فرستاد تا در تظاهرات در حمایت از دولت در شهر تفلیس شرکت کنند.

## تعویض قدرت
در روز اول آذرماه ۱۳۸۲ هنگامی که ادوارد شواردنادزه اقدام به بازگشایی مجلس کرد اعتراض مخالفان به اوج خود رسید. جلسه توسط بسیاری از احزاب اپوزیسیون غیرقانونی اعلام شد. طرف‌داران این احزاب به رهبری ساآکاشویلی درحالی‌که شاخه‌های گل سرخ در دست‌های خود داشتند به مجلس وارد شدند تا به حاضرین در جلسه گل هدیه کنند (نام انقلاب گل سرخ از اینجا نشئت می‌گیرد). رئیس‌جمهور شواردنادزه سخنرانی را قطع کرد و به همراه محافظانش جلسه را ترک نمود. شواردنادزه کمی بعد وضعیت فوق‌العاده اعلام کرد و شروع به مستقر کردن نیروهای نظامی و پلیس در نزدیکی محل سکونت خود در تفلیس کرد. اما واحدهای زبدهٔ نظامی از حمایت دولت سرباز زدند و با سایر مردم همراه شدند.
در شامگاه دوم آذرماه (روز قدیس جورج در گرجستان) شواردنادزه با رهبران اپوزیسیون ساآکاشویلی و زوراب ژوانیا در خصوص وضع موجود ملاقات کرد. این ملاقات توسط وزیر امور خارجهٔ روسیه ایگور ایوانف صورت داده شده بود. بعدازاین ملاقات رئیس‌جمهور استعفای خود را اعلام کرد. این امر موجب جشن و پایکوبی در خیابان‌های تفلیس شد. بیش از صدهزار تن از مردم تفلیس با آتش‌بازی و کنسرت تا سحرگاه پیروزی خود را جشن گرفتند.
سخنگوی مجلس نینو بورجانادزه تا برگزاری انتخابات ریاست‌جمهوری به‌عنوان رئیس‌جمهور موقت اعلام شد. دادگاه عالی گرجستان نتایج انتخابات مجلس را ابطال کرد. در چهاردهم دی‌ماه میخائیل ساآکاشویلی با پیروزی چشمگیری به‌عنوان ریاست‌جمهوری برگزیده شد و در پنجم اسفندماه آغاز به کارکرد. در هشتم فروردین‌ماه سال ۱۳۸۳ انتخابات مجلس برگزار شد و جنبش ملی - دموکرات مورد حمایت میخیل ساآکاشویلی با اکثریت آرا برنده شد.

### نقش بنیاد سوروس
به گفته یکی از نمایندگان پارلمان گرجستان بخشی از نیازهای مالی انقلاب گل سرخ توسط شبکه‌ای از نهادها و سازمان‌های غیردولتی مرتبط با سرمایه‌دار آمریکایی جورج سوروس بنیان‌گذار بنیاد جامعه باز تأمین می‌شد. efenddemocracy.org/ بنیاد دفاع از مردم‌سالاری گزارش می‌دهد که یکی از نمایندگان سابق مجلس گرجستان اظهار می‌کند در سه ماه قبل از انقلاب گل سرخ «سوروس چهل و دو میلیون دلار برای سرنگونی شواردنادزه خرج کرده است».
سوروس در سخنرانی که در تیرماه ۱۳۸۴ در تفلیس انجام داد گفت: «من از کاری که بنیاد برای آماده‌سازی جامعهٔ گرجستان برای آنچه منجر به انقلاب گل سرخ شد انجام داد بسیار خرسندم. اما در تبیین نقش نهاد و شخص من به میزان قابل‌توجهی مبالغه شده است».
در میان شخصیت‌هایی که برای سازمان‌های سوروس کار می‌کردند و بعدها مقاماتی را در دولت گرجستان عهده‌دار شدند افراد زیر به چشم می‌خورند:
- الکساندر لومایا، دبیر شورای امنیت گرجستان و وزیر سابق علوم آموزش‌وپرورش، مدیر اجرایی سابق بنیاد لیبرال گرجستان (بنیاد سوروس) با پنجاه کارمند و دو میلیون و پانصد هزار دلار بودجه  بایگانی‌شده  در ۱۱ فوریه ۲۰۰۹ توسط Wayback Machine.
- دیوید دار چیا شو یلی، رئیس فعلی کمیسیون ادغام با اروپای مجلس گرجستان، مدیر اجرایی سابق بنیاد لیبرال گرجستان .

وزیر سابق امور خارجهٔ گرجستان سالومه زورابیچویلی می‌نویسد:
این «مؤسسات زمینه‌ساز مردم‌سالاری بودند. به طور خاص بنیاد سوروس… تمام نهادهای غیردولتی که دررابطه‌با بنیاد سوروس شکل گرفتند بدون شک نقش به سزایی در انقلاب داشتند. بااین‌وجود نمی‌توان تحلیل را به انقلاب ختم کرد و به‌روشنی واضح است که بعد از انقلاب نهاد سوروس و نهادهای غیردولتی وارد دستگاه قدرت شدند.» {سالومه زورابیچویلی، هرودوت، (مجلهٔ مؤسسهٔ فرانسوی ژئو پولیتیک)، آوریل ۲۰۰۸.}

## آجارستان
مقاله اصلی: بحران ۲۰۰۴ آجارستان
در مه ۲۰۰۴ به‌اصطلاح «انقلاب گل سرخ دوم» در آجارستان، باتومی بعد از ماه‌ها تنش شدید بین دولت ساآکاشویلی و اصلان اباشیدزه (دیکتاتور این ایالت خودمختار) اتفاق افتاد. هزاران نفر از مردم آجارستان دست به تظاهرات زدند.

## تأثیرات بین‌المللی
گفته می‌شود که انقلاب نارنجی که در پی انتخابات بحث‌برانگیز سال ۱۳۸۳ اوکراین اتفاق افتاد تا حدودی از انقلاب گل سرخ گرجستان الهام گرفته است. گفته می‌شود در میان حامیان ویکتور یوشچنکو که با گل سرخ به مردم سلام می‌گفتند، پرچم گرجستان نیز، دیده می‌شده است. رئیس کمیسیون امنیت و دفاع، گیوی تارگامادزه، عضو سابق مؤسسهٔ آزادی، نیز به رهبران اپوزیسیون اوکراینی در خصوص مبارزات صلح‌آمیز مشاوره می‌داد. وی بعدها به رهبران اپوزیسیون قرقیزستان نیز در انقلاب گل لاله سال ۱۳۸۴ مشاوره می‌داده است.